# Woronesch
Woronesch (russisch Воро́неж (Ausspracheⓘ), wiss. Transliteration Voronež) ist die Hauptstadt der Oblast Woronesch in Russland. Zur letzten Volkszählung am 14. Oktober 2010 hatte die Stadt 889.680 Einwohner; bis 2017 war die Einwohnerzahl unter anderem durch Eingemeindung aller umliegenden Ortschaften des Stadtkreises auf über eine Million gestiegen – Woronesch belegte damit unter den größten Städten Russlands Platz 14 und ist das wichtigste Zentrum im südlichen Zentralrussland.

## Geographie
Woronesch liegt rund 490 km (Luftlinie) südsüdöstlich von Moskau und nur etwas östlich der Mittelrussischen Platte am Fluss Woronesch kurz vor dessen Mündung in den Don.
Ungefähr 300 km südwestlich liegt Charkiw, die zweitgrößte Stadt der Ukraine, 500 km südöstlich die russische Großstadt Wolgograd.

## Klima
|                       | Jan   | Feb   | Mär  | Apr  | Mai  | Jun  | Jul  | Aug  | Sep  | Okt  | Nov  | Dez  |   |      |
| Mittl. Tagesmax. (°C) | −5,6  | −4,4  | 1,2  | 12,9 | 20,9 | 24,0 | 25,4 | 24,5 | 18,5 | 10,2 | 2,4  | −2,4 | ⌀ | 10,7 |
| Mittl. Tagesmin. (°C) | −12,1 | −11,6 | −5,6 | 3,2  | 9,1  | 12,5 | 14,3 | 13,0 | 8,0  | 2,4  | −2,7 | −8,0 | ⌀ | 1,9  |
|                       |       |       |      |      |      |      |      |      |      |      |      |      |   |      |
| Niederschlag (mm)     | 41    | 32    | 31   | 40   | 46   | 66   | 73   | 57   | 54   | 39   | 50   | 50   | Σ | 579  |
|                       |       |       |      |      |      |      |      |      |      |      |      |      |   |      |
| Regentage (d)         | 9     | 7     | 7    | 8    | 7    | 9    | 10   | 7    | 8    | 7    | 10   | 11   | Σ | 100  |

| −12,1 |

| −11,6 |

| −5,6 |

| 3,2 |

| 9,1 |

| 12,5 |

| 14,3 |

| 13,0 |

| 8,0 |

| 2,4 |

| −2,7 |

| −8,0 |

| −12,1 |

| −11,6 |

| −5,6 |

| 3,2 |

| 9,1 |

| 12,5 |

| 14,3 |

| 13,0 |

| 8,0 |

| 2,4 |

| −2,7 |

| −8,0 |

## Geschichte

### Anfänge
Menschliche Siedlungen auf dem heutigen Stadtgebiet sind durch archäologische Funde seit der Steinzeit bezeugt. Der Name Woronesch wurde erstmals in der Hypatiuschronik für das Jahr 1177 erwähnt. Im Jahr 1237 wurde die Stadt beim Einfall mongolisch-tatarischer Heerscharen zerstört.

### Etymologie
Es gibt mehrere Versionen zur Herkunft des Namens. Eine Hypothese ist die Herleitung der Bezeichnung vom slawischen Personennamen Woroneg, eine andere von der russischen (slawischen) Bezeichnung des „Raben“ (russisch ворон, woron). Woronesch ist ebenso das Hydronym für den durch die Stadt fließenden Fluss.
Eine vergleichende Analyse der Bezeichnung Woronesch wurde 2009 durchgeführt. Sie beinhaltete die Suche nach etymologischen Quellen nicht nur in der russischen und den slawischen, sondern gemäß der nominalistischen Methode Max Müllers auch in anderen indogermanischen Sprachen. Demnach könne der Ursprung des Namens Woroneg und des Vogels woron zu indogermanischen Namen wie Uranos, Varuna, Phoroneus oder Bran in Bezug gesetzt werden. Die vergleichende Analyse legt die Herkunft der indogermanischen Toponyme und Hydronyme Woronesch, Varanasi, Warna, Warnow oder Verona von Namen alter Wassergottheiten nahe.

### Neuzeit

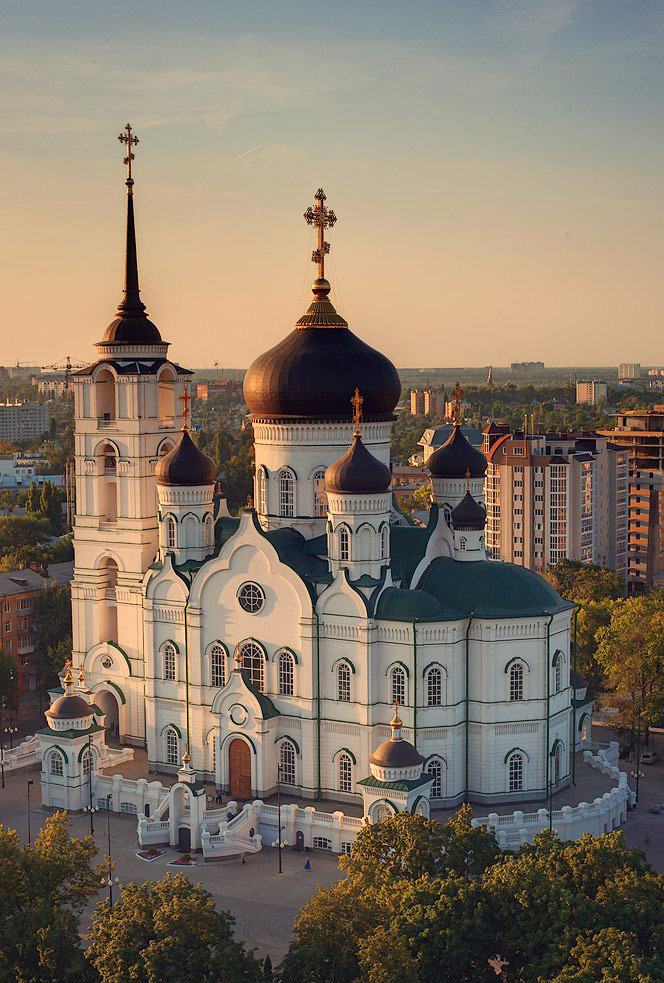
Verkündigungskathedrale

Im Jahre 1586 wurde auf dem heutigen Stadtgebiet von Woronesch eine hölzerne Grenzfestung (Ostrog) zum Schutz gegen die häufigen Einfälle von Krimtataren errichtet. Als Ort wurde der höchste Hügel am rechten Ufer des Flusses Woronesch gewählt. Von dort aus war die Ebene des linken Flussufers gut und weithin überschaubar, von wo mit dem Erscheinen der Nomaden gerechnet wurde. Nachdem die Festung 1590 niedergebrannt worden war, errichtete man 1594 eine neue umfangreichere Festungsanlage, die auch im folgenden Jahrhundert noch bestand. Die erste schriftliche Erwähnung der Festung findet sich in „Dosornaja kniga“ (Wachtbuch) von 1615. Mitte des 17. Jahrhunderts verlor Woronesch mit der Verlagerung der Grenze des Zarentums Russland nach Süden seine militärische Bedeutung und galt nun als größtes Handelszentrum im russischen Schwarzerdegebiet.

### Werft
Zar Peter der Große gründete 1696 in der Stadt eine Schiffswerft zum Aufbau der Asow-Flotte, der ersten russischen Flotte, die die Eroberung des osmanischen Asow ermöglichen sollte. Joseph Nye baute hier drei Dreimast-Linienschiffe für die Asow-Flotte. In der Stadt entstanden neue Produktionsstätten: ein Kanonengusswerk, eine Tuchfabrik, eine Segeltuchfabrik, eine Seilfabrik und eine Lederfabrik. Die neu entstandene Flotte gelangte über die Flüsse Woronesch und Don über 1000 Kilometer flussabwärts ins Asowsche und Schwarze Meer und unterstützte im zweiten der Asowfeldzüge die Eroberung der türkischen Festung Asow. Durch den Schiffsbau erhielt die kleine Siedlung Woronesch plötzlich politische Bedeutung, da Zar Peter häufig in der Stadt weilte, um beim Flottenbau mitzuwirken. Einige diplomatische Vertreter europäischer Staaten ließen sich in Woronesch nieder, und wie in Moskau gab es auch in Woronesch eine deutsche Vorstadt (Sloboda). Diese Phase dauerte aber nur bis 1705 an, als der Umzug des Schiffbaus nach Tawrow vollzogen wurde (etwas flussabwärts am linken Ufer des Woronesch gelegen und bis zur vollständigen Zerstörung durch einen Brand 1744 eigenständige Stadt; heute als Tawrowo Stadtteil von Woronesch). Damit endete die Marine-Geschichte von Woronesch und die Stadt verlor zwischenzeitlich erneut an Bedeutung, fungierte dann jedoch ab 1725 als Verwaltungssitz des Gouvernements Woronesch, das aus dem 1708 gegründeten Gouvernement Asow hervorgegangen war.

### 19. Jahrhundert

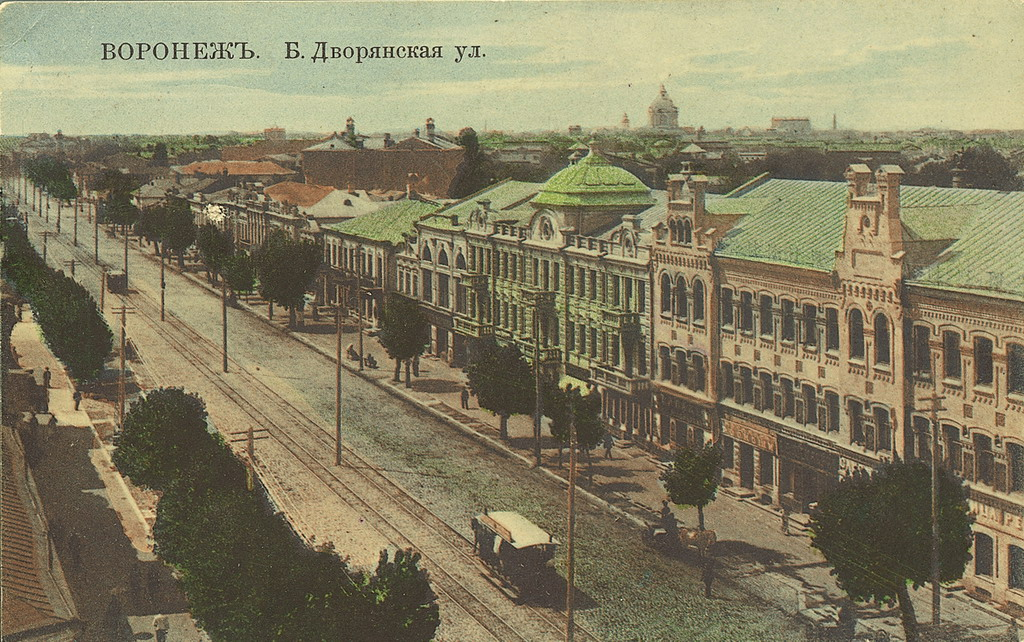
Woronesch um 1900

In der ersten Hälfte des 19. Jahrhunderts wurde Woronesch zum wirtschaftlichen und kulturellen Zentrum des südwestlichen Russland. Insbesondere die Agroindustrie (Getreidemühlen, Butter-Manufakturen, Seifensiedereien) und der Handel mit Nahrungsmitteln wie Backwaren, Vieh, Salzen und Wolle hatte große Bedeutung. Die Anzahl kultureller Einrichtungen und ihre Rolle im Leben der Stadt wuchs. Mit der Fertigstellung der Eisenbahnverbindungen nach Moskau 1868 und Rostow am Don 1871 beschleunigte sich das Wachstum der Stadt erneut. 1897 hatte Woronesch 81.000 Einwohner, 1913 zählte die Stadtbevölkerung 94.800 Menschen; damit gehörte die Stadt zu den zwanzig größten Russlands.
Zu Anfang des 20. Jahrhunderts gab es in Woronesch 1350 Industrie-, Handwerks- und Handelsbetriebe mit insgesamt 10.850 Beschäftigten. In den Jahren der ersten Fünfjahrespläne der Sowjetunion entstanden große Industriebetriebe. In der RSFSR wurde das seit 1796 bestehende Gouvernement Woronesch aufgelöst und Woronesch anschließend am 14. Mai 1928 Hauptstadt der neugebildeten Oblast Zentrale Schwarzerde (Zentralno-Tschernosjomnaja oblast). Nach Auflösung dieser Oblast wurde es am 13. Juni 1934 Hauptstadt der Oblast Woronesch.

### Zweiter Weltkrieg
Im Zweiten Weltkrieg war die Stadt ab dem 12. Juli 1942 nach der Woronesch-Woroschilowgrader Operation 212 Tage lang von der Wehrmacht besetzt und erlitt große Schäden. Am 25. Januar 1943 konnte die Stadt endgültig befreit werden. Etwa 30.000 der 350.000 Einwohner der Stadt kamen in dieser Zeit ums Leben oder wurden zur Zwangsarbeit nach Deutschland verschleppt.
In Woronesch befand sich das Kriegsgefangenenlager 82 für deutsche Kriegsgefangene des Zweiten Weltkriegs. Über 90 Prozent der Stadt wurden bis zu ihrer Befreiung zerstört.
Als Mahnmal für den Frieden wurde etwa 40 km südwestlich von Woronesch an der P 194 in Jemantscha eine Kriegsgräberstätte für 1143 deutsche Soldaten aus den Jahren 1941–1945 angelegt. Die Namen sind auf fünf Stelen aus Granit verzeichnet.

### Wiederaufbau und Gegenwart
Nach dem Krieg wurde Woronesch wieder aufgebaut. Zwar wurden wichtige Architekturdenkmäler, wie die Nikolski-Kirche und der Potemkin-Palast aus dem 18. Jahrhundert, rekonstruiert, der Großteil des Stadtzentrums wurde jedoch im Stil des Sozialistischen Klassizismus neu gestaltet. Heute ist Woronesch ein bedeutendes Zentrum der Industrie, Wissenschaft und Kultur Russlands. Durch Zuwanderung und Eingemeindung von Vororten wuchs die Einwohnerzahl bis 2016 auf über eine Million Menschen, die gesamte Agglomeration Woronesch hat heute eine Bevölkerungszahl von etwa 1,3 Millionen. Die Industriebetriebe der Stadt stellen unter anderen Werkzeugmaschinen, Bagger, Passagierflugzeuge, Bergbauausrüstung her. Außerdem hat sich Woronesch als wichtiges Bildungszentrum etabliert; in der Stadt existieren heute mehr als ein Dutzend Hochschulen, darunter sieben Universitäten, mit insgesamt zirka 80.000 Studenten, von denen die Staatliche Universität Woronesch die größte ist.

### Krieg Russlands gegen die Ukraine
Das Gebiet südlich der Stadt diente Russland im Februar 2022 vor seinem Überfall auf die Ukraine als Aufmarsch-Raum.
Im Zug des Wagnergruppen-Aufstandes rückten Lkw-Einheiten der Gruppe Wagner am Weg von Rostow in Richtung Moskau in der Nacht zum 24. Juni 2023 auf Woronesch vor. Eine Ölraffinerie am Stadtrand geriet dabei in Brand.
Am 8. September 2024 wurde ein russisches Munitionsdepot bei Woronesch getroffen.

## Sehenswürdigkeiten

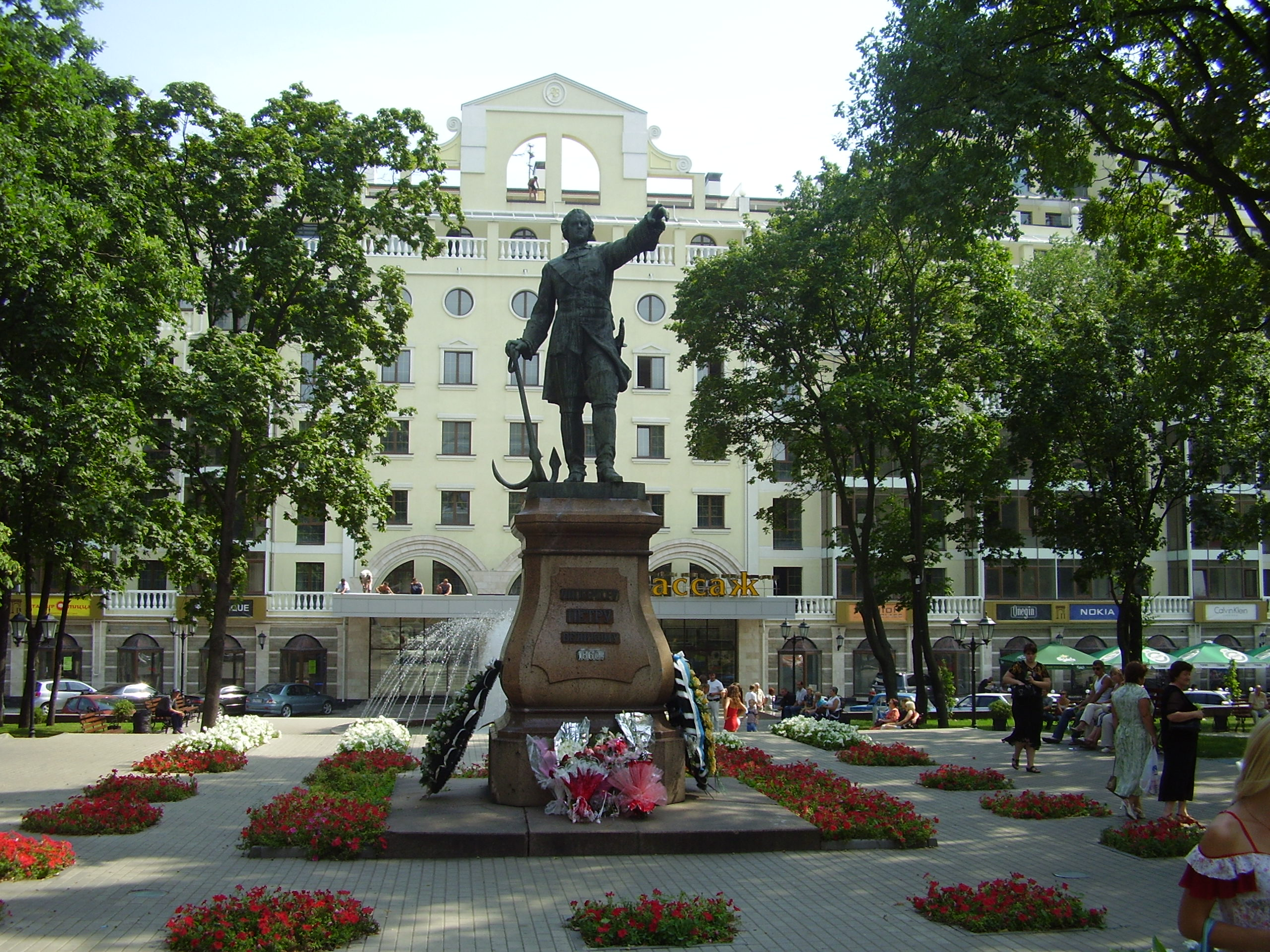
Peter-der-Große-Denkmal

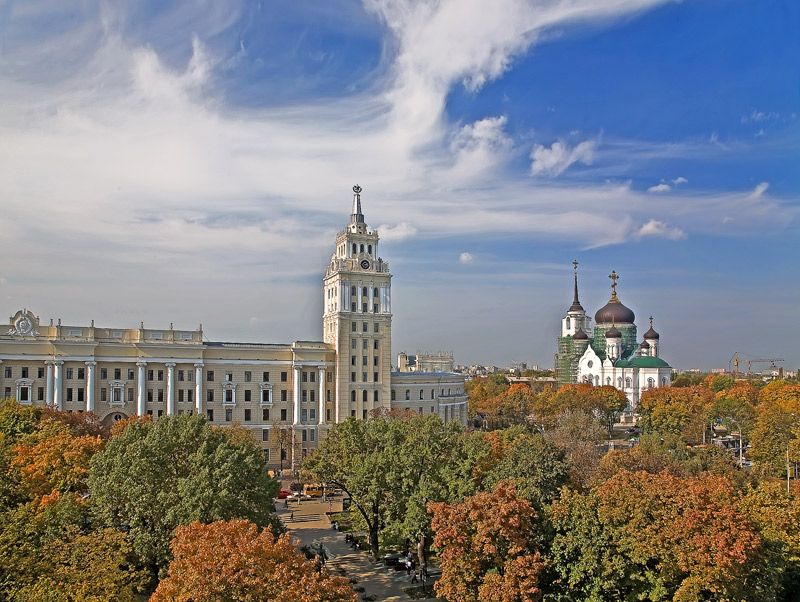
Blick über das Zentrum der Stadt

Woronesch vereint in seinem Stadtbild mehrere Architekturstile, vom im Stil des Barock errichteten Gouverneurspalais im Zentrum bis zum Stil des Klassizismus, der von einem weiteren Palais des Gouverneurs und einem Gebäude von Giacomo Quarenghi im Stadtbild vertreten wird. Letzteres wurde zwar nach dem Zweiten Weltkrieg erweitert, aber stilistisch nicht verändert. Überall in der Stadt gibt es Vertreter der verschiedensten Bauepochen, so zum Beispiel den Sozialistischen Klassizismus der Stalinzeit bei den Theatern und dem Verwaltungsgebäude der Süd-Ost-Eisenbahn oder den Historismus und Jugendstil beim Bristol-Hotel aus dem frühen 20. Jahrhundert. In den 1980er-Jahren planten und schufen litauische Maler das Puppentheater und verbanden dabei Architektur und Malerei. Es gibt eine Reihe sehenswerter orthodoxer Kirchen im klassisch-russischen Stil, wie die Mariä-Entschlafens-Kirche, sowie zwei bekannte orthodoxe Klöster, darunter ein Höhlenkloster. In einem großen Freilandmuseum ist außerdem eine ausgegrabene altertümliche Siedlung der Alanen zu sehen.
Rings um Woronesch herum gibt es daneben viele Relikte der Kurgankultur und andere interessante archäologische Objekte.

## Bevölkerungsentwicklung
| Jahr | Einwohner | Bemerkungen                                                          |
| ---- | --------- | -------------------------------------------------------------------- |
| 1897 | 80.599    |                                                                      |
| 1939 | 326.932   | sowie 16.623 Arbeitersiedlung Otroschka (eingemeindet im April 1939) |
| 1959 | 447.164   |                                                                      |
| 1970 | 660.182   |                                                                      |
| 1979 | 782.950   |                                                                      |
| 1989 | 886.844   |                                                                      |
| 2002 | 848.752   |                                                                      |
| 2010 | 889.680   |                                                                      |
| 2014 | 1.014.600 |                                                                      |

Anmerkung: Volkszählungsdaten
Seit dem 17. Dezember 2012 ist Woronesch eine Millionenstadt. An dem Tag wurde Jegor Dmitrijewitsch Lopyrjow, der einmillionste Einwohner der Stadt, geboren.

## Stadtgliederung
| Stadtrajon (Gorodskoi Rajon) | Russischer Name | Einwohner (14. Oktober 2010) | Namensbedeutung                                        |
| ---------------------------- | --------------- | ---------------------------- | ------------------------------------------------------ |
| Kominternowski               | Коминтерновский | 273.243                      | Komintern-Rajon                                        |
| Leninski                     | Ленинский       | 110.172                      | Lenin-Rajon                                            |
| Lewobereschny                | Левобережный    | 169.426                      | Linksufer-Rajon (am linken Ufer des Flusses Woronesch) |
| Schelesnodoroschny           | Железнодорожный | 106.751                      | Eisenbahn-Rajon                                        |
| Sowetski                     | Советский       | 150.716                      | Sowjet-Rajon                                           |
| Zentralny                    | Центральный     | 79.372                       | Zentralrajon                                           |

Zum 1. Januar 2011 wurden alle weiteren zuvor auf dem Territorium des Stadtkreises liegenden Ortschaften nach Woronesch eingemeindet, wodurch die Stadtbevölkerung um etwa 100.000 auf eine knappe Million stieg. Dazu gehören die Siedlungen städtischen Typs Krasnolesny (5.405 Einwohner) und Somowo (13.605; beide zum Schelesnodoroschny rajon), die Siedlungen städtischen Typs Pridonskoi (18.300) und Schilowo (7.777), die Siedlung Perwoje Maja (4.900) und das Dorf Podkletnoje (3.386; alle zum Sowetski rajon), die Dörfer Maslowka (8.447) und Nikolskoje (5.517; zum Lewobereschny rajon) das Dorf Podgornoje (9.285; zum Kominternowski rajon) sowie 13 weitere kleinere Ortschaften.

## Wirtschaft

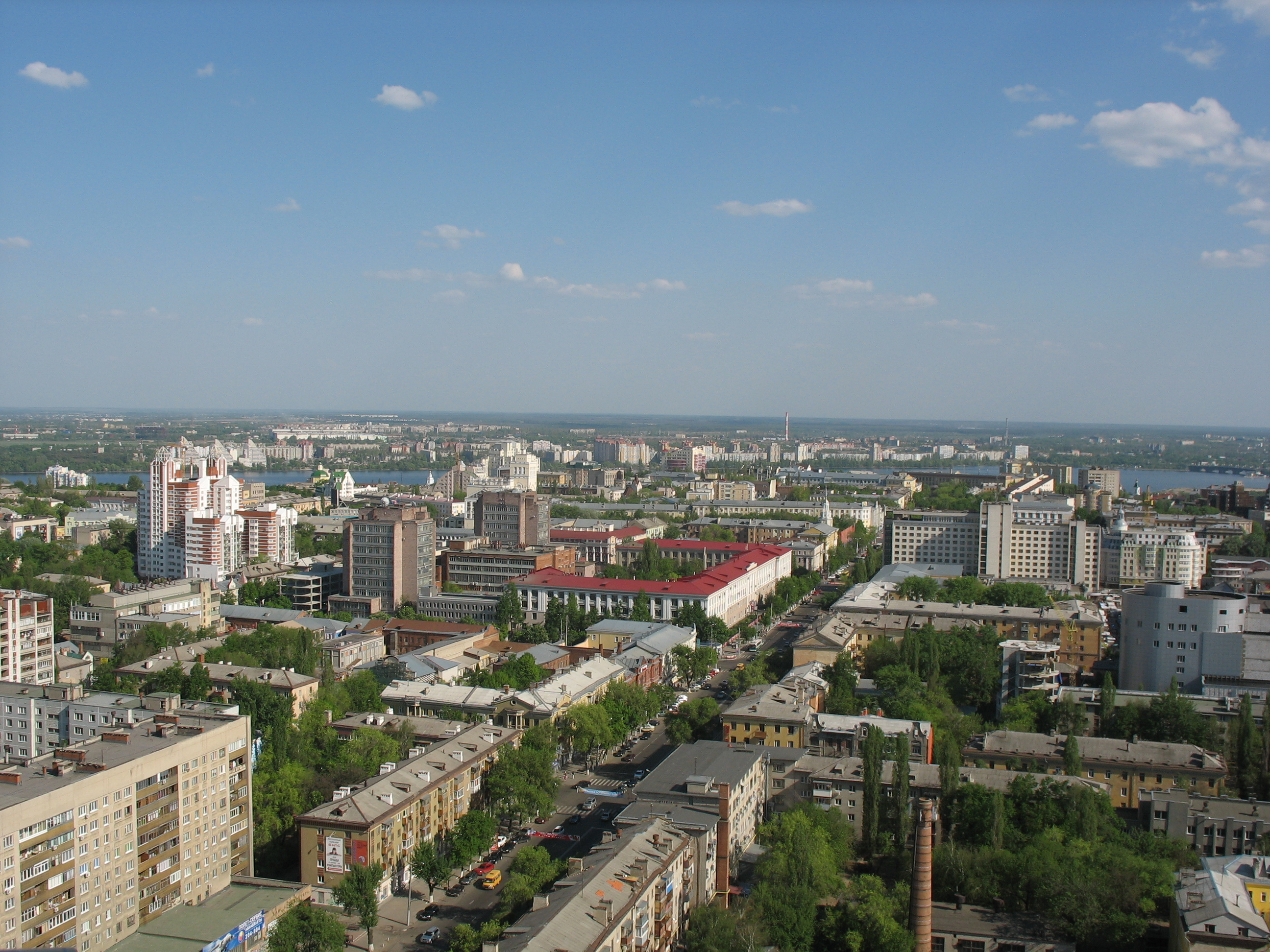
Woronesch

Heute ist Woronesch die größte Stadt der südwestrussischen Schwarzerderegion und eine der Kornkammern des Landes. Hier sind Betriebe der Maschinenbau-, Chemie- und Nahrungsmittelindustrie angesiedelt. Aus Woronesch (Werk Nr. 64) stammen sowohl die in Osteuropa noch weit verbreiteten Verkehrsflugzeugtypen Il-86 und Il-96 als auch das erste Überschallverkehrsflugzeug der Welt Tu-144. Auch Raketenantriebe, Fahrzeugreifen und landwirtschaftliche Geräte werden hier im großen Stil produziert. Um den Fabriken genug Wasser zur Verfügung stellen zu können, wurde 1972 ein künstlicher Stausee angelegt, der die Stadt seitdem in den eher industriell geprägten Teil auf dem linken Ufer und den älteren Teil am rechten Ufer teilt. Es wurde mit dem Bau eines Heizkernkraftwerks mit zwei Reaktoren des Typs AST-500 begonnen. Inzwischen wurde dieser aber eingestellt (siehe Hauptartikel Kernheizwerk Woronesch). In der nahegelegenen Stadt Nowoworonesch (Neu-Woronesch) gibt es das Kernkraftwerk Nowoworonesch sowie das seit 2019 fertiggestellte Kernkraftwerk Nowoworonesch II.
Die Stadt Woronesch wurde aufgrund industriebedingter Verschmutzung im Volksmund auch „Sektor Gasa“ (Gazastreifen; kann aber auch als Gas-Sektor übersetzt werden) genannt. Die dort beheimatete gleichnamige Punkband sang einst, dass man dort nicht älter als 40 Jahre werde.

## Verkehr
Woronesch besitzt mit dem Flughafen Woronesch einen internationalen Verkehrsflughafen. Die Stadt hat einen Binnenhafen am Don. Ferner liegt es an der russischen Fernstraße M4 Don von Moskau nach Noworossijsk. Hier beginnt die R193, die die Stadt mit Tambow verbindet. Als weitere bedeutende Fernstraße führt die R298 nach Kursk beziehungsweise Borissoglebsk.
Der öffentliche Personennahverkehr basiert russlandtypisch auf einem System aus Stadtbussen, Trolleybussen und Marschroutentaxis. Das 1926 in Betrieb genommene Straßenbahnnetz der Stadt wurde im April 2009 stillgelegt.
Woronesch ist ein Eisenbahnknotenpunkt. Unter seinen Bahnhöfen befindet sich der Knotenbahnhof Otroschka im Nordosten mit ungewöhnlicher Form als Dreiecksbahnhof. Die Stadt ist Verwaltungssitz der Südöstlichen Regionaldirektion der Russischen Staatsbahn. Die Direktion betreibt nicht nur alle Eisenbahnlinien samt zugehöriger Infrastruktur im Großraum Woronesch, sondern auch ein über 4000 Kilometer langes Schienennetz.

## Bildung und Kultur

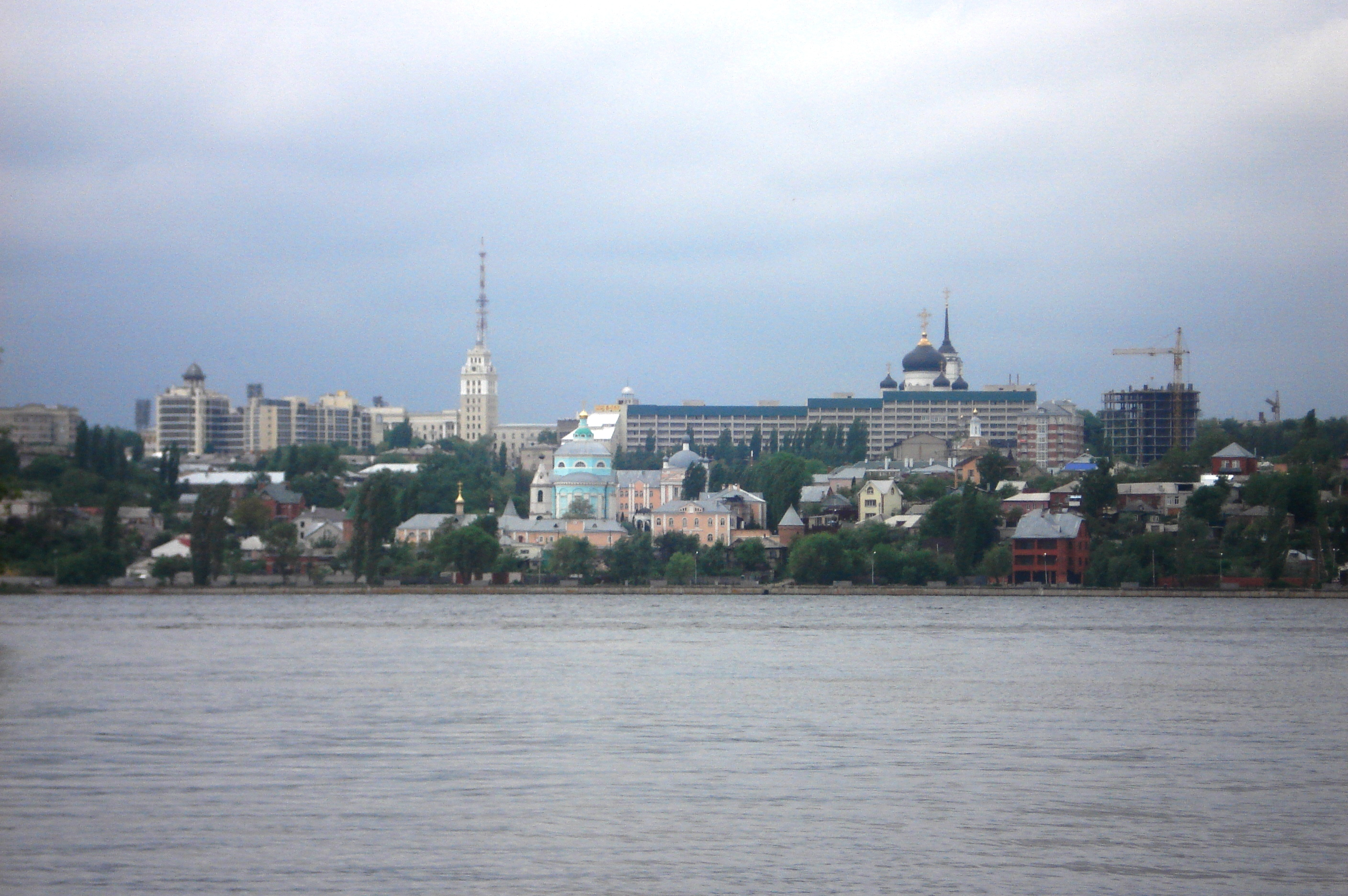
Blick auf Woronesch vom Stausee

In Woronesch gibt es mehrere Kinos, Schauspielhäuser, ein Opern- und Balletttheater und ein eigenes Fernsehstudio.
Die Entwicklung der Wissenschaft in Woronesch begann mit dem Erscheinen der ersten wissenschaftlichen Zeitschrift Filologitscheskije Sapiski im Jahr 1860, deren Herausgeber Alexei Chowanski – seit 1845 Russischlehrer im Woronescher Sankt-Michael-Kadettenkorps – war.
In Woronesch gibt es eine klassische staatliche Universität, die ihren Sitz in Tartu hatte und 1918 nach der Unabhängigkeit Estlands hierher verlegt wurde. Die Universität hat einen hohen Bekanntheitsgrad und Studenten aus Asien, Afrika und Lateinamerika geben ihr ein internationales Flair. Zusätzlich gibt es zahlreiche weitere Hochschulen und Bildungsinstitutionen. Museen und Theater vervollständigen das Bild.
Weiterführende Bildungseinrichtungen am Ort:
- Staatliche Hoch- und Fachhochschulen mit Sitz in Woronesch
  - Staatliche Universität Woronesch
  - Staatliche Universität für Architektur und Bauwesen Woronesch
  - Staatliche Pädagogische Universität Woronesch
  - Staatliche Technische Universität Woronesch
  - Staatliche Technologische Akademie Woronesch
  - Staatliche Forsttechnische Akademie Woronesch
  - Staatliche Kaiser-Peter-I.-Agraruniversität Woronesch
  - Staatliche Kunstakademie Woronesch
  - Staatliche N.-N.-Burdenko-Medizinakademie Woronesch
  - Medizinische Hochschule Woronesch/ Medizinische Akademie Woronesch
  - Staatliche Ballettschule Woronesch
- Filialen anderer Hochschulen
  - Filiale der Universität Belgorod für Verbraucherkooperation
  - Filiale der Akademie für Ökonomie und Recht Moskau
  - Filiale des Geisteswissenschaftlich-Ökonomischen Instituts Moskau
  - Filiale der Staatlichen Akademie für Sport Moskau
  - Filiale der Russischen Akademie für Staatsdienst Woronesch
  - Filiale der Russischen Staatlichen Öffentlichen Technischen Universität für Verkehrsverbindung
  - Filiale der Staatlichen Jüdischen Akademie
  - Filiale des Allrussischen Ferninstituts für Finanzen und Ökonomie
  - Filiale der Staatlichen Handelsuniversität Moskau
- Sonstige Hochschulen und Institute
  - Geisteswissenschaftliches Institut Woronesch
  - Hochschule des Innenministeriums Russlands Woronesch
  - Institut für Management, Marketing und Finanzen
  - Institut für Mikroelektronik und Angewandte Physik
  - Institut für Ökonomie und Recht
  - Institut für Ökonomie und Sozialverwaltung Woronesch
  - Internationale Universität für Computertechnologien
  - Internationale Universität für hohe Technologien
  - Militärinstitut für Nachrichtenelektronik
  - Technisches Militärinstitut für Luftfahrt Woronesch
  - Unternehmerhochschule Woronesch
  - Wirtschaftsrechtliches Institut Woronesch
  - Zentrum für wirtschaftsrechtliche Ausbildung bei der Staatlichen Pädagogischen Universität Woronesch

## Sport
Die Stadt ist durch den Fußballverein FK Fakel Woronesch in der zweithöchsten russischen Spielklasse vertreten. Sein Heimstadion ist das Zentralstadion der Gewerkschaften, welches bereits 1930 eröffnet wurde und 32.750 Zuschauern Plätze bietet.
Der 1977 gegründete Eishockeyverein HK Buran Woronesch nimmt am Spielbetrieb der WHL teil und trägt seine Heimspiele im LDS Jubileiny aus.

## Partnerstädte und Partnerlandkreise
Seit 1989 unterhält die Stadt Woronesch eine Partnerschaft zum Landkreis Wesermarsch. Die Partnerschaft wird durch regelmäßige Besuche von Vertretern der Politik und Verwaltung aufrechterhalten. Ein weiterer Bestandteil der Partnerschaft sind jährliche Fahrten von Jugendlichen in die Partnerstadt bzw. den Partnerlandkreis.
Die Stadt Chongqing, Volksrepublik China, ist seit 1993 Partnerstadt von Woronesch.

## Söhne und Töchter der Stadt
Woronesch ist die Heimatstadt des russischen Schriftstellers und Nobelpreisträgers Iwan Bunin. Von 1934 bis 1938 lebte der Dichter Ossip Mandelstam hier in der Verbannung.
Zu den Söhnen und Töchtern der Stadt Woronesch gehören u. a. die Schriftsteller Samuil Marschak (1887–1964) und Andrei Platonow (1899–1951), Historien- und Porträtmaler Nikolai Ge (1831–1894), Seefahrer und Polarforscher Walerian Albanow (1881–1919), einer der bekanntesten und talentiertesten Tiertrainer des 20. Jahrhunderts Anatoli Durow (1887–1928), Physiker, Entdecker der Tscherenkow-Strahlung und Nobelpreis-Träger Pawel Tscherenkow (1904–1990), Vorsitzender des KGB von 1958 bis 1961 Alexander Schelepin (1918–1994), Kosmonaut Konstantin Feoktistow (1926–2009), die Fernschachweltmeister Wladimir Sagorowski (1925–1994) und Grigori Sanakojew (1935–2021), Schauspielerin Ija Sawwina (1936–2011), Kunstturnerin und zweifache Olympiasiegerin Ljubow Burda (* 1953), Wasserspringer und achtmaliger Olympiasieger Dmitri Sautin (* 1974), Eishockeyspieler Alexander Kryssanow (* 1981) und die Kunstturnerin und Weltmeisterin am Stufenbarren Wiktorija Komowa (* 1995).